# Dragon Marked For Death
『Dragon Marked For Death』（ドラゴン・マークト・フォー・デス）は、インティ・クリエイツより2019年1月31日に発売されたNintendo Switch用ゲームソフト。ジャンルはアクションRPG。日本国外におけるパブリッシングはマーベラスが行う。開発は『ロックマンゼロシリーズ』に携わったスタッフが多く参加している。

## ストーリー
かつて古龍アトゥルムと白神プリマテスが争い、戦いに敗れた古龍の亡骸が大陸となった世界。
一族の始祖を古龍の血によって救われ、人々から蔑まれながらもひっそりと暮らしていた『龍血の一族』の郷が中央国家メディウスの聖騎士団に襲撃された。
郷の人間達は命を奪われ、一族の巫女であるアミカも聖騎士団に連れ去られてしまう。
郷を離れていて難を逃れた一族の若者は封印された古龍アトゥルムと契約を交わし、その身に宿した古龍の力で一族の復讐とアミカの救出を誓う。
今、呪われし〝龍血の一族〟が織り成す物語の幕が開けるーーー。

## 登場人物

### 操作キャラクター
皇女
声 - 石原夏織、茅野愛衣、近藤玲奈、日笠陽子
龍血の一族の族長の娘。腕に古龍の力を宿す。
族長の使いで近隣の村に出かけていたために襲撃を免れたが、婚約者もろともに一族を根絶やしにされた。

戦士
声 - 梅原裕一郎、諏訪部順一、中村悠一、八代拓
龍血の一族の孤児院で育った青年。胸部に古龍の力を宿す。
近くの川へ漁に出ていたために襲撃を免れたが、弟妹と慕う幼い孤児たちもろともに一族を根絶やしにされた。

忍び
声 - 内山昂輝、杉田智和、高木渉、村瀬歩
龍血の一族の忍びの少年。脚部に古龍の力を宿す。
抜け忍となった親友を追う命を受けたために襲撃を免れたが、親友を殺め郷に戻ってみると一族を根絶やしにされた後だった。

魔女
声 - 井澤詩織、長縄まりあ、名塚佳織、花守ゆみり
龍血の一族の少女で、”最後の魔法使い”の義理の娘。頭部(髪)に古龍の力を宿す。
隠れ里に住んでいたため襲撃を免れたが、母を寿命で亡くし帰郷すると族を根絶やしにされた後だった。

巫女
声 - 小倉唯、富田美憂、早見沙織、堀江由衣
本作の100年前に生まれた龍血の一族の巫女。アミカと瓜二つの容姿だが別人。背中に古龍の力を宿す。
龍血の一族の危機を感じ、現在へタイムスリップしてきた。

盗賊
声 - 梶裕貴、岸尾だいすけ、田中健大、山下大輝
龍血の一族の少年で、龍血の一族に敵対する者達から盗みを続けている。掌に古龍の力を宿す。

### メインキャラクター
アミカ
歌声 - ダイアナ・ガーネット
100年に一度生まれるとされる龍血の一族の巫女。
聖騎士団に郷を襲撃された際にさらわれた。

古龍アトゥルム
かつて白神プリマテスと戦った龍の軍勢の一体。
戦いに敗れ魂のみとなった現在は龍血の一族の郷にある祭壇にまつられている。

バシス
中央国家メディウスの聖騎士団長。
龍血の一族を皆殺しにし、一族の巫女アミカをさらった。

### サブキャラクター
孤高の盗賊
龍血の一族と人間のハーフで、自身に流れる龍血の一族の血を嫌っている。